# Асеведо, Альберт
Альберт Алехандро Асеведо Вергара (исп. Albert Alejandro Acevedo Vergara, 6 мая 1983, Кончали) — чилийский футболист, защитник, выступающий за чилийский клуб «О’Хиггинс».

## Клубная карьера
Будучи воспитанником клуба «Унион Эспаньола» Альберт Асеведо в 2002 году стал игроком команды «Универсидад Католика», с которой дважды выигрывал чемпионат Чили. Во время Клаусуры 2006 он на правах аренды выступал за «Кобрелоа». В начале 2009 года Асеведо перешёл в «О’Хиггинс», где провёл следующие два года. С начала 2011 года он представлял «Универсидад де Чили», в составе которого трижды становился чемпионом Чили, а в конце того же года стал обладателем Южноамериканского кубка, в финале которого Асеведо отыграл все 90 минут первого матча, а в ответном так и остался в запасе.
С начала 2014 года он вновь выступает за «О’Хиггинс».

## Достижения
«Универсидад Католика»
- Чемпион Чили (2): Ап. 2002, Кл. 2005

 «Универсидад де Чили»
- Чемпион Чили (3): Ап. 2011, Кл. 2012, Ап. 2012
- Обладатель Кубка Чили (1): 2012/13
- Обладатель Южноамериканского кубка (1): 2011

 «О’Хиггинс»
- Обладатель Суперкубка Чили (1): 2014